# Askov
 For alternative betydninger, se Askov (flertydig). (Se også artikler, som begynder med Askov)
Askov er en mindre by lige vest for Vejen i Sydjylland med 1.974 indbyggere  (2025). Byen ligger i Askov Sogn i Vejen Kommune,Region Syddanmark.
Askov er vokset op som højskoleby omkring Askov Højskole. Før højskolen i 1865 kom til Askov var byen en landsby med nogle få gårde omkring bydammen. Området ved dammen udgør stadig bymidten i Askov, men selve byen har udviklet sig til at være en 1,5 kilometer lang bebyggelse langs vejen mellem Vejen og Malt. I dag er Askov næsten vokset sammen med Vejen, kun adskilt af ca 800 m oplyst vej med cykelsti.
I perioden 1886-1974 lå Askov Sløjdlærerskole (eller: Askov Sløjdskole) i Askov (Vejenvej 43), hvorefter den flyttede til Esbjerg, og nu huser bygningerne 7 lejelejligheder og et amatørteater, der har antaget navnet Sløjdscenen.
Askov Kirke og de fleste butikker ligger ved torvet midt i byen. Byen har, som højskoleby, en række bygninger, der er bevaringsværdige af arkitektoniske og kulturhistoriske grunde, bl.a. verdens første strømproducerene vindmølle. I Askov findes bl.a. skole, børnehave, plejehjem, højskole, værtshus og kirke. Askov er også kendt for sin efterskole og en musikskole.
Tidligere lå Askov i Malt Sogn i Malt Herred, Ribe Amt. I 1986 blev Askov Sogn udskilt fra Malt Sogn.
- Poul la Cours forsøgsmølle
- Sløjdscenen
- Værsthuset Askotten

## Befolkning
| 2006  | 2007  | 2008  | 2009  | 2010  | 2011  | 2012  |
| ----- | ----- | ----- | ----- | ----- | ----- | ----- |
| 1.547 | 1.660 | 1.738 | 1.803 | 1.798 | 1.836 | 1.865 |